# بويرتا ديل سول (طليطلة)
بويرتا ديل سول (بالإسبانية: Puerta del Sol)‏ هي إحدى البوابات والمداخل الرئيسية في مدينة طليطلة في إسبانيا. بُنيت في القرن الرابع عشر من قبل فرسان الإسبتارية لتيسير الوصول إلى المدينة المسورة. جاء اسمها من تسليم رداء القديس إلديفونسو تحت الشمس والقمر، إضافة إلى الشمس والقمر المنحوتتين على جانبي الرصيعة. تحمل نوعًا من الطراز المعماري للمدجنين. هي بوابة ذات طابع تذكاري، تحمل الكثير من التأثير ببني الأحمر. ويتشكل قوس المدخل على هيئة حدوة حصان، يقابلها واحدة مطابقة لها على الجانب الأخر. تم بناءها من الحجر. أما أسوارها وبرجها المحصن وإفريز البوابة كانت من الطوب، مع بعض الأقواس المفصصة المتشابكة.